# Gorgone basisignata
Gorgone basisignata är en fjärilsart som beskrevs av Walker 1869. Gorgone basisignata ingår i släktet Gorgone och familjen nattflyn. Inga underarter finns listade i Catalogue of Life.